# Richard Ryder, Baron Ryder of Wensum

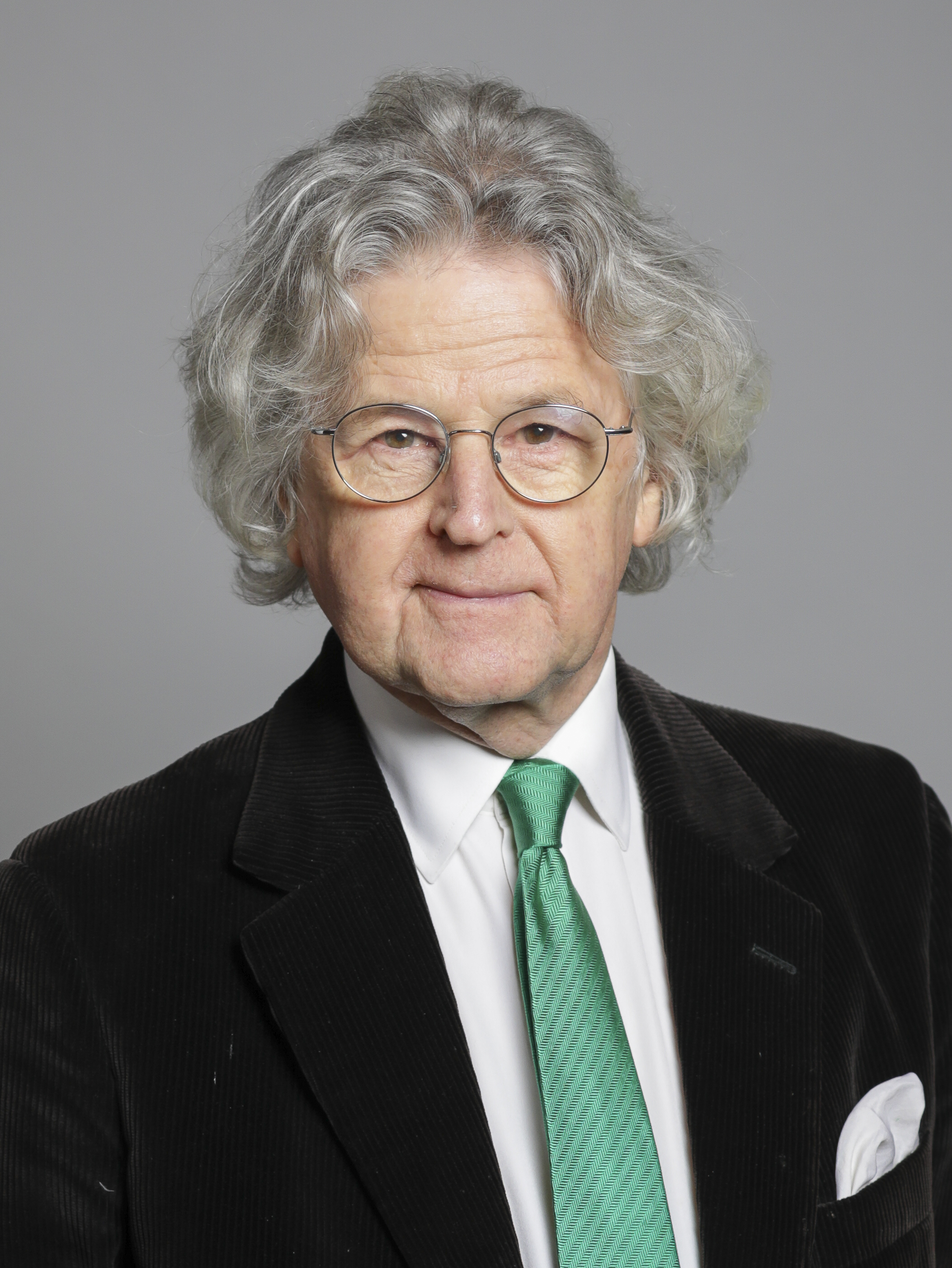
Richard Ryder, Baron Ryder of Wensum

Richard Andrew Ryder, Baron Ryder of Wensum OBE PC (* 4. Februar 1949) ist ein britischer Politiker der Conservative Party und Life Peer.

## Leben
Ryder studierte nach dem Besuch des Radley College am Magdalene College der University of Cambridge. Er wurde als Kandidat der Conservative Party bei den Unterhauswahlen vom 9. Juni 1983 erstmals als Abgeordneter in das House of Commons gewählt und vertrat in diesem bis zum 1. Mai 1997 den neugeschaffenen Wahlkreis Norfolk Mid. Zuvor hatte er bei den Unterhauswahlen im Februar und Oktober 1974 erfolglos im Wahlkreis Gateshead East kandidiert.
Zunächst war er 1984 kurze Zeit Parlamentarischer Privatsekretär von John Moore, dem Finanzsekretär im Schatzamt, sowie zwischen 1984 und 1986 bei Außenminister Geoffrey Howe. Dann war er zwischen 1986 und 1988 als Assistant Whip Assistent des Parlamentarischen Geschäftsführers der konservativen Fraktion im Unterhaus.
Nachdem er anschließend Parlamentarischer Sekretär im Ministerium für Landwirtschaft, Fischerei und Ernährung war, wurde er im Juli 1989 Wirtschaftssekretär im Schatzamt (Economic Secretary to the Treasury) sowie anschließend von Juli bis November 1990 für kurze Zeit Paymaster General. Danach war er zwischen November 1990 und Juli 1995 als Nachfolger von Timothy Renton Parlamentarischer Sekretär sowie Parlamentarischer Hauptgeschäftsführer (Chief Whip) der Fraktion der Conservative Party im House of Commons.
Nachdem er 1997 aus dem Unterhaus ausgeschieden war, wurde er als Baron Ryder of Wensum, of Wensum in the County of Norfolk, als Life Peer in den Adelsstand erhoben und gehört seitdem dem House of Lords als Mitglied an. Baron Ryder war zwischen 2002 und 2004 erst Stellvertretender Vorsitzender und dann vom 28. Januar bis zum 17. Mai 2004 auch Geschäftsführender Vorsitzender des BBC Board of Governors. Zurzeit ist er einer der Direktoren des Fußballvereins Ipswich Town, der derzeit in der zweitklassigen Football League Championship spielt.